# Coerción (ensayo)
Coerción es un ensayo de Douglas Rushkoff en el que  su autor nos explica como somos dirigidos, bajo su punto de vista, tanto de forma manifiesta como soterradamente a comportarnos, consumir y participar. Con un resumen bien ilustrado de las técnicas de persuasión que se usan desde las agencias de publicidad, las grandes superficies o los gabinetes de imagen.
- Datos: Q5776132